# Noriko Yamanaka
Noriko Yamanaka, (Japans: 山中 教子; Japan, 1941) is een voormalig Japans professioneel tafeltennisster.

## Belangrijkste resultaten
- Goud met het team op de wereldkampioenschappen 1963.
- Goud met het team op de wereldkampioenschappen 1967.
- Goud in het gemengd dubbelspel op de wereldkampioenschappen 1967 met Nobuhiko Hasegawa.
- Zilver met het team op de wereldkampioenschappen 1965.
- Zilver in het vrouwen dubbelspel op de wereldkampioenschappen 1965 met Masako Seki.
- Zilver in het vrouwen dubbelspel op de wereldkampioenschappen 1967 met Naoko Fukatsu.
- Brons in het vrouwen dubbelspel op de wereldkampioenschappen 1963 met Kazuko Ito-Yamaizumi.
- Brons in het enkelspel op de wereldkampioenschappen 1965.
- Brons in het enkelspel op de wereldkampioenschappen 1967.